# Abelharuco-de-böhm
Abelharuco-de-böhm (Merops boehmi), também conhecido como abelharuco-de-cabeça-ruiva, é uma espécie de ave da família Meropidae.
Pode ser encontrada nos seguintes países: República Democrática do Congo, Malawi, Moçambique, Tanzânia e Zâmbia.